# Rapatea linearis
Rapatea linearis är en gräsväxtart som beskrevs av Henry Allan Gleason. Rapatea linearis ingår i släktet Rapatea och familjen Rapateaceae. Inga underarter finns listade i Catalogue of Life.